# محمد بجاوي
محمد بجاوي من مواليد 21 سبتمبر 1929 بتلمسان الجزائر، خبير في القانون الدولي، متحصل على دكتوراه دولة في القانون وشهادة في الاقتصاد، متخرج من معهد الدراسات السياسية بفرنسا، خبير ومستشار بهيئة الأمم المتحدة والمنظمات التابعة لها، تقلد عدة مناصب منها: مستشار قانوني للحكومة المؤقتة، أمين عام للحكومة، وزير للعدل قبل 1965، سفير بالولايات المتحدة الأمريكية، ممثل الجزائر في الأمم المتحدة، قاضي بمحكمة العدل الدولية ورئيسها في 1993، رئيس المجلس الدستوري الجزائري 2002.

## نبذة عن السيــرة الذاتية[8]
- محمد بجاوي، ولد بسيدي بلعباس (الجزائر) بتاريخ 21 سبتمبر 1929
- دكتوراه في الحقوق من جامعة قرونوبل (1955)
- خريج معهد الدراسات السياسية بقرونوبل (1952)
- محامي لدى محكمة الاستئناف بقرونوبل (1951- 1953)
- ملحق بالبحث بالمركز الوطني للبحث العلمي (باريس، 1953-1956)
- مستشار قانوني لجبهة التحرير الوطني ثم للحكومة المؤقتة للجمهورية الجزائرية (1956-1962)
- خبير الوفد الجزائري في مفاوضات أيفيان (Evian) ولوقرين (Lugrin) من اجل استقلال الجزائر (1961-1962)
- مدير ديوان رئيس المجلس الوطني التأسيسي في الجزائر (1962)
- أمين عام الحكومة (الجزائر 1962- 1964)
- وزير العدل، حافظ الأختام (الجزائر، 1964-1967)
- عميد جامعة الحقوق في الجزائر (1964-1965)
- سفير الجزائر بفرنسا (1970-1979)
- مندوب الجزائر الدائم لدى منظمة اليونسكو (1971-1979)
- سفير، ممثل الجزائر الدائم لدى الأمم المتحدة في نيو يورك (1979-1982)
- رئيس مجموعة 77 في نيو يورك (1981-1982)
- نائب رئيس مجلس الأمم المتحدة من اجل ناميبيا (1979-1982)
- رئيس مجموعة الاتصال من اجل قبرص (1979-1982)
- رئيس مشارك في رئاسة لجنة التحقيق للأمم المتحدة في إيران من اجل الإفراج عن الدبلوماسيين الأمريكان المحتجزين رهائن في طهران (1980)
- عضو لجنة القانون الدولي، الأمم المتحدة، (1965-1982)، ومقرر خاص حول «استخلاف الدول في مواد أخرى غير المعاهدات « (13 تقريرا من 1967 إلى 1981)
- عضو بمعهد القانون الدولي (Institut de droit international) منذ 1977 ونائب الرئيس الأول للمعهد (ستراسبورع)(Strasbourg)-1997- برلين (Berlin)1999
- خبير قانوني لدى الأمم المتحدة في مؤتمر السفراء المفوضين فوق العادة بفينا حول الاتفاقية المتعلقة باستخلاف الدول في مجال الأملاك والديون وأرشيف الدولة، 1983
- قاضى لدى محكمة العدل الدولية بلاهاي لمدة 20 سنة تقريبا (19 مارس 1982- 20 سبتمبر 2001): رئيس غرفة (1984- 1986) ثم رئيس المحكمة (1994- 1997)
- عضو في اللجنة الدولية لأخلاقيات علم الأحياء لمنظمة اليونسكو (1993-2000)
- عضو في المجلس التنفيذي لمنظمة اليونسكو (2001- 2005)
- رئيس اللجنة القانونية للمؤتمر العام لمنظمة اليونسكو (2004)
- رئيس اللجنة المالية والإدارية لمنظمة اليونسكو (2004)
- رئيس مجموعة الخبراء لمنظمة اليونسكو من اجل إعداد اتفاقية حول حماية التراث الثقافي اللامادي (2001-2003)
- رئيس المجلس الدستوري للجمهورية الجزائرية (2002-2005)
- وزير الدولة، وزير الشؤون الخارجية للجمهورية الجزائرية (2005-2007)

## جوائز وتشريفات
- حائز على جائزة جامعة الحقوق في غرينوبل (الجائزة الأولى في القانون التجاري، 1951)،
- حائز على الجائزة الأولى حول المنظمة الدولية الممنوحة من قبل هيئة كارنيجي (Dotation Carnegie) من اجل السلم العالمي (1965)،
- حائز على جائزة جمعية أصدقاء جامعة غرينوبل (جائزة الأطروحة، 1957)،
- جائزة الصداقة الفرنسية العربية الممنوحة من قبل جمعية التضامن مع العالم العربي، باريس 1981،
- جائزة الدبلوماسي الدولي من المعهد العالي لثرستن جنيور- وستوود، ماسشوست، E.W. Thurston Junior High School, Westwood, Mass.)) 1981.
- عضو في عدة أكاديميات وهيئات علمية،
- عضو هيئة «الجائزة الدولية فليكس هوفوت بوانيي (Felix Houphouët-Boigny للسلام» منظمة اليونسكو، منذ إنشائها عام 1991، برئاسة هانري كسنغر (Henry Kissinger، * دكتورة فخرية من جامعات اكس أن بروفانس (فرنسا)(Aix-en- Provence)، كويت سيتي (الكويت)(Koweït city)، مدريد كمبلوتانس (إسبانيا) (Madrid Complutense) دريد كارلوس III (إسبانيا) Madrid Carlos III، هايدراباد Hyderabad (الهند)، بروكسل (بلجيكا)(Bruxelles)، بوخارست (رومانيا)(Bucarest)، سيدي بلعباس (Sidi Bel Abbès) (الجزائر)، وسيول (جمهورية كوريا، جامعة سونغ كيون كوان)
- حائز على «الجائزة المغاربية للثقافة» الممنوحة من قبل رئيس جمهورية تونس، بتاريخ 27 أكتوبر 1995،
- حائز على جائزة الميدالية الذهبية من المؤسسة الخيرية للدراسات الدولية بجامعة مالطا Malte (27 مايو 1996)،
- حائز على شهادة فخرية من أكاديمية رومانيا (22 سبتمبر 2004)،
- حائز على الوسام الوطني لنجمة رومانيا (المرسوم الرئاسي رقم 109 المؤرخ في 9 مارس 2004)،
- حائز على وسام جوقة الشرف برتبة كومندور، (Commandeur)، باريس
- (المرسوم الرئاسي المؤرخ في 21 سبتمبر 1979)، ثم برتبة ضابط أكبر
- (Grand Officier)، باريس، (المرسوم الرئاسي المؤرخ في فبراير 2005)،
- وسام الاستحقاق الأعلى لدولة النيجر (المرسوم الرئاسي المؤرخ في 14 مارس 2006)،
- حائز على جائزة البحر الأبيض المتوسط لمدينة نابولي، 2006،
- حائز على أوسمة أخرى من بينها وسام الاستحقاق العلوي من المملكة المغربية (1963)، وسام الجمهورية المصرية (1963)، وسام المقاومة الجزائرية
- 1984 و2004)، الوسام الوطني لدولة المالي (1987).

## مؤلفاته
- عدم الانحياز والقانون الدولي،
- من أجل نظام دولي جديد،
- إضافة ما يزيد عن ثلاثمائة مقالا في مواضيع تتناول القانون الدولي، القانون الدستوري، قانون التحكيم التجاري الدولي، العلوم السياسية، وأخلاقيات علم الأحياء
- كما ألف حوالي عشر كتب

## روابط خارجية
- محمد بجاوي على موقع مونزينجر (الألمانية)